# Amblyptilia japonica
Amblyptilia japonica là một loài bướm đêm thuộc họ Pterophoridae. Loài này có ở Nhật Bản (Honshu).
Chiều dài cánh trước là 10-11.5 mm.